# Жепчино
Жепчино (пол. Rzepczyno) — село в Польщі, у гміні Бжежно Свідвинського повіту Західнопоморського воєводства.
Населення — 264 особи (2011).

## Демографія
Демографічна структура станом на 31 березня 2011 року:
|          | Загалом | Допрацездатний вік | Працездатний вік | Постпрацездатний вік |
| -------- | ------- | ------------------ | ---------------- | -------------------- |
| Чоловіки | 134     | 31                 | 88               | 15                   |
| Жінки    | 130     | 33                 | 67               | 30                   |
| Разом    | 264     | 64                 | 155              | 45                   |